# Sauveterre-de-Comminges
Sauveterre-de-Comminges là một xã thuộc tỉnh Haute-Garonne trong vùng Occitanie tây nam nước Pháp. Xã này nằm ở khu vực có độ cao trung bình 460 mét trên mực nước biển.